# Dieter Möhn
Dieter Möhn (* 1. Juli 1936 in Stuttgart; † 6. April 2025 in Hamburg) war ein deutscher Germanist. Er lehrte an der Universität Hamburg und war Professor für Deutsche Philologie mit besonderer Berücksichtigung des Niederdeutschen.

## Leben
Dieter Möhn wurde 1936 als Sohn von Johanna Möhn, geborene Henk, und des Amtmanns Helmut Möhn geboren. Nach Besuch des Progymnasiums in Berleburg und des Aufbaugymnasiums in Laasphe studierte Dieter Möhn an der Universität Marburg. Nach seiner Promotion zum Doktor der Philosophie in Marburg am 26. Juli 1961 (Die Struktur der niederdeutsch-mitteldeutschen Sprachgrenze zwischen Siegerland und Eichsfeld) war er bis 1969 an der Universität Marburg tätig, ab 1964 als Wissenschaftlicher Rat und ab 1968 als Akademischer Oberrat. Danach lehrte er in Hamburg von 1969 bis 2000 als Professor für Deutsche Philologie mit besonderer Berücksichtigung des Niederdeutschen. Sein Schwerpunkt war das mittelniederdeutsche Wörterbuch. 1980 war er Gastprofessor der Tongji-Universität in Shanghai.
Möhn war seit 1959 Mitglied im Verein für niederdeutsche Sprachforschung, dessen Vorsitzender er von 1984 bis 1993 war. Er war zudem Vorsitzender des VDI-Ausschusses Sprache und Technik und Mitglied im Beirat des Instituts für niederdeutsche Sprache.
Er war evangelisch und heiratete 1963 Irmtraut Muth. Er hatte einen Sohn und eine Tochter.

## Schriften (Auswahl)
- Die Struktur der nieder- und mitteldeutschen Sprachgrenze zwischen Siegerland und Eichsfeld. 1962.
- Wittgensteins Ortsnamen als Zeugnis seiner Geschichte in: Wittgenstein I, Fritz Krämer (Hgg.) im Auftrag des Arbeitsausschusses Heimatbuch, Balve 1965, S. 159 ff.
- als Mitherausgeber: Interdisziplinäres deutsches Wörterbuch in der Diskussion. 1979.
- als Mitherausgeber: Fachsprache. Internationale Zeitschrift. 1979 ff.
- mit Wolfgang Bachofer und Walther von Hahn: Rückläufiges Wörterbuch der mittelhochdeutschen Sprache. Auf der Grundlage von Matthias Lexers Mittelhochdeutschem Handwörterbuch und Taschenwörterbuch. Stuttgart (1981) 1984, ISBN 3-7776-0398-8.
- als Mitautor: Handbuch der niederdeutschen Sprach- und Literaturwissenschaft. 1982.
- mit Roland Pelka: Fachsprachen. Eine Einführung. Tübingen 1984, ISBN 3-484-25130-1.
- mit Jürgen Meier: Spuren der Vergangenheit für die Gegenwart. Hundert niederdeutsche Texte zwischen dem 9. und 17. Jahrhundert. Leer 2008, ISBN 978-3-7963-0380-7.
- mit Reinhard Goltz: Niederdeutsche Literatur seit 1945. Teilgeschichten einer Regionalliteratur. Hildesheim 2016, ISBN 3-487-15520-6.

## Ehrungen
- 2008: Österreichisches Ehrenkreuz für Wissenschaft und Kunst I. Klasse[3]